# Lluís de Tena Gomez
Lluís de Tena Gomez (Guadix,? - Tortosa, 26 de setembre de 1622) fou President de la Generalitat (1617-1620) i Bisbe de Tortosa (1616-1622).
Va estudiar i es va doctorar a la Universitat d'Alcalà d'Henares, on va ser catedràtic de teologia i sagrada escriptura.
Fou lector de la catedral de Toledo i almoiner del rei. Durant el seu càrrec com a bisbe de Tortosa (1616-1622) va crear la confraria de la mare de Déu de la Cinta (1617) i va convocar un sínode diocesà (el tercer després del Concili de Trento). Va escriure Commentaria et disputationes in epistolam divi Pauli in Hebraeos (1612) un recull de la seva feina com a professor de Sagrada Escriptura. El 10 de gener de 1617 fundà la Reial Arxiconfraria de Nostra Senyora de la Cinta.
Lluís de Tena va ser un personatge controvertit dins de la Diputació, ja que en algunes discussions internes va tenir una postura massa reialista. Com sigui que havia estat educat prop de la cort i no parlava català, no era massa ben vist quan feia servir els mateixos arguments que el rei en els enfrontaments amb les accions expeditives del virrei contra el bandolerisme. Aquestes postures parcials i la indiferència quan els consistoris demanaven ajut a la Diputació, li varen suposar moltes crítiques dels consistoris municipals que eren els que més patien les arbitrarietats del virrei i la pressió reial per cobrar el quint. El mes de maig de 1620, la pretensió de cobrar el quint arribà a la ciutat de Barcelona amb endarreriments des de 1599, el que suposava una quantitat superior a les 300.000 lliures. Però el consistori de Barcelona tenia privilegis i cartes que eximien del pagament i els millors advocats per a defensar-ho. La tenacitat del virrei Fernando Afán de Ribera y Enríquez no va ser prou per a aconseguir el seu objectiu i, a més, va enrarir l'ambient fins a fer fracassar les Corts de Barcelona (1626).
Un cop acabat el seu mandat, el 1621, el rei el va nomenar virrei de Sardenya, càrrec que no va arribar a ocupar perquè va morir abans.
La seva tomba es troba a la capella de la Verge de la Cinta creada per ell a la catedral de Tortosa.